# Lista de membros do Jefferson Airplane

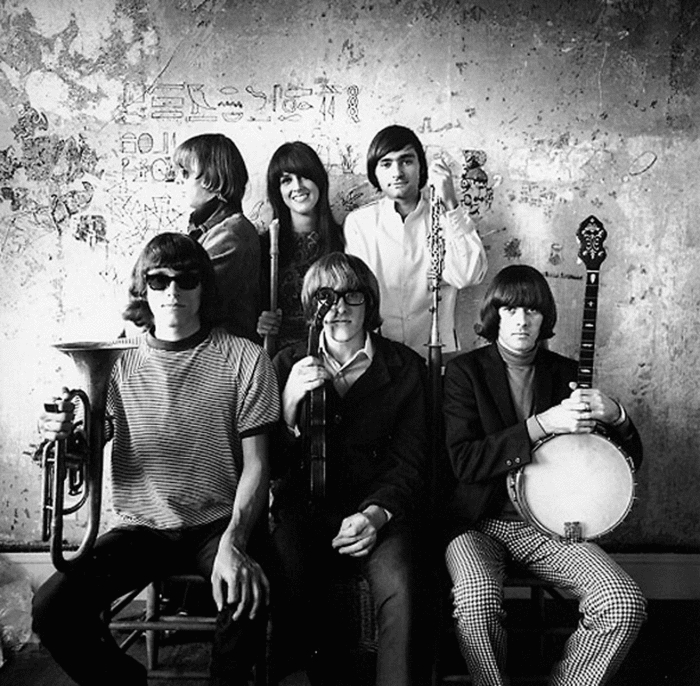
Jefferson Airplane em 1966. No sentido horário, a partir do canto superior esquerdo: Jack Casady, Grace Slick, Marty Balin, Spencer Dryden, Paul Kantner e Jorma Kaukonen.

Jefferson Airplane foi uma banda americana de rock psicodélico de São Francisco, Califórnia. Formada em 1965, o grupo originalmente contava com o vocalista e guitarrista base Marty Balin, a vocalista Signe Toly Anderson, o guitarrista e vocalista Jorma Kaukonen, o guitarrista base e vocalista Paul Kantner, o baixista Bob Harvey e o baterista Jerry Peloquin. A formação da banda de 1966 a 1970, composta por Balin, Kaukonen, Kantner, a vocalista e tecladista Grace Slick, o baixista Jack Casady e o baterista Spencer Dryden, foi introduzida no Rock and Roll Hall of Fame em 1996. Jefferson Airplane esteve ativo até 1972, após o qual Kaukonen e Casady partiram para se concentrar em seu projeto paralelo Hot Tuna e os membros restantes eventualmente aceitaram novos membros e se reorganizaram como Jefferson Starship.
Em 1989, o Jefferson Airplane se reuniu para um álbum e uma turnê, com Slick, Balin, Kaukonen, Kantner e Casady, acompanhados por músicos de estúdio/turnês. Uma segunda reunião ocorreu na inclusão da banda no Hall da Fama do Rock and Roll, em 1996.

## História
Jefferson Airplane foi formado em meados de 1965 pelo vocalista e guitarrista Marty Balin. Ele selecionou o guitarrista base e vocalista Paul Kantner para se juntar à banda. Os dois homens recrutaram os membros iniciais restantes: a vocalista Signe Toly Anderson, o guitarrista e vocalista Jorma Kaukonen, o contrabaixista Bob Harvey e o baterista Jerry Peloquin. Peloquin saiu algumas semanas após a formação da banda após uma altercação com Kantner, com Alexander "Skip" Spence tomando seu lugar. Antes do final do ano, Harvey também foi demitido e substituído por Jack Casady, que tocava baixo elétrico, que era o preferido pela banda em vez do contrabaixo. Spence e Anderson saíram em 1966 após a gravação de Jefferson Airplane Takes Off, com Spence substituído por Spencer Dryden em maio, e Anderson substituído por Grace Slick em outubro.
Com Slick e Dryden, a formação do Jefferson Airplane permaneceu estável por mais de três anos, lançando uma série de álbuns de sucesso comercial. A lista permaneceu estável até fevereiro de 1970, quando Dryden deixou o Jefferson Airplane. A mudança na dinâmica de poder dentro do grupo e o assassinato de Meredith Hunter no Altamont Free Concert em 1969 o levaram a ficar cada vez mais insatisfeito e, depois de ameaçar deixar a banda em inúmeras ocasiões, o resto dos membros finalmente decidiu demiti-lo.
Dryden foi substituído por Joey Covington, um companheiro de banda de Kaukonen, Kantner e Casady no Hot Tuna, que já havia tocado percussão no álbum Volunteers de 1969 da banda. Em outubro de 1970, o violinista Papa John Creach (que também havia se apresentado com o Hot Tuna) foi adicionado à formação do grupo. Depois de continuar a turnê ao longo de 1970, o membro fundador Balin deixou o Jefferson Airplane em abril de 1971 devido a "conflitos de ego de longa data" com Kantner e Slick, bem como diferentes escolhas de estilo de vida e a morte de Janis Joplin, que ele explica que "o atingiu".
Covington saiu após gravar duas músicas durante as sessões de Long John Silver em abril de 1972, com John Barbata substituindo-o pelo resto da gravação e permanecendo depois. David Freiberg, ex-Quicksilver Messenger Service, juntou-se à banda para o ciclo de turnê promocional do álbum como substituto de Balin. O Jefferson Airplane realizou seu último show na turnê Long John Silver em 22 de setembro de 1972, que acabou se provando a última apresentação da gestão original do Jefferson Airplane, apesar de não haver nenhum anúncio formal para esse efeito. Kaukonen e Casady voltaram a se apresentar com o Hot Tuna em tempo integral, enquanto os cinco membros restantes (Kantner, Slick, Freiberg, Barbata e Creach) adicionariam novos membros e se reagrupariam sob o nome Jefferson Starship em janeiro de 1974.
Jefferson Airplane retornou em 1989 com um álbum autointitulado com Balin, Kaukonen, Kantner, Casady e Slick, junto com o baterista Kenny Aronoff e vários outros colaboradores convidados. A banda fez uma turnê para promover o lançamento com o tecladista Tim Gorman e os guitarristas Randy Jackson e Peter Kaukonen (irmão de Jorma). Uma segunda reunião ocorreu no início de 1996, quando a banda foi introduzida no Rock and Roll Hall of Fame, com Balin, Kaukonen, Kantner, Casady e Dryden se apresentando juntos pela primeira vez desde 1970; Slick não pôde comparecer à apresentação devido a uma lesão no pé que a impediu de viajar.
Vários membros morreram desde então - Papa John Creach em 22 de fevereiro de 1994, Skip Spence em 16 de abril de 1999, Spencer Dryden em 11 de janeiro de 2005, Joey Covington em 4 de junho de 2013, Signe Toly Anderson e Paul Kantner em 28 de janeiro de 2016, e Marty Balin em 27 de setembro de 2018.

## Membros
| Imagem                                                                 | Nome                | Anos ativos                            | Instrumentos                                                   | Contribuições de liberação |
| ---------------------------------------------------------------------- | ------------------- | -------------------------------------- | -------------------------------------------------------------- | --- |
| Jorma Kaukonen Jefferson Airplane.jpg                                  | Jorma Kaukonen      | 1965–1972 1989 1996                    | guitarra solo vocais                                           | Todos os lançamentos do Jefferson Airplane                                                                                      |
| Paul_Kantner_Jefferson_Starship_1975.JPG                               | Paul Kantner        | 1965–1972 1989 1996 (falecido em 2016) | guitarra base vocais                                           | Todos os lançamentos do Jefferson Airplane                                                                                      |
| Marty Balin photo 1976.JPG                                             | Marty Balin         | 1965–1971 1989 1996 (falecido em 2018) | vocais guitarra base baixo ocasional                           | todos os lançamentos da Jefferson Airplane, exceto Bark (1971), Long John Silver (1972) e Thirty Seconds Over Winterland (1973) |
| Signe_Toly_Anderson.jpg                                                | Signe Toly Anderson | 1965–1966 (falecido em 2016)           | vocais percussão                                               | Jefferson Airplane Takes Off (1966) Early Flight (1974)                                                                         |
|                                                                        | Bob Harvey          | 1965 (percussão 2025)                  | contrabaixo                                                    | nenhum |
|                                                                        | Jerry Peloquin      | 1965                                   | bateria                                                        | nenhum |
| Skip Spence (1966).jpg                                                 | Skip Spence         | 1965–1966 (falecido em 1999)           | bateria percussão                                              | Jefferson Airplane Takes Off (1966) Surrealistic Pillow (1967) Early Flight (1974)                                              |
| Jefferson Airplane First Line-Up With Signe Anderson (Jack Casady).jpg | Jack Casady         | 1965–1972 1989 1996                    | baixo guitarra ocasional                                       | todos os lançamentos do Jefferson Airplane                                                                                      |
| Grace_Slick_ca._1967.jpg                                               | Grace Slick         | 1966–1972 1989                         | vocais teclados piano gravador percussão                       | todos os lançamentos do Jefferson Airplane, exceto Jefferson Airplane Takes Off (1965)                                          |
| Spencer_Dryden_1970s_(cropped).JPG                                     | Spencer Dryden      | 1966–1970 1996 (falecido em 2005)      | bateria percussão                                              | atodos os lançamentos do Jefferson Airplane, de Surrealistic Pillow (1967) a Volunteers (1969) Early Flight (1974)              |
| JoeyCovington-5.jpg                                                    | Joey Covington      | 1970–1972 (falecido em 2013)           | bateria percussão backing vocal e vocais principais ocasionais | Volunteers (1969) Bark (1971) Long John Silver (1972)                                                                           |
| Papa_John_Creach_-_Jefferson_Starship_-_1974.jpg                       | Papa John Creach    | 1970–1972 (falecido em 1994)           | violino vocais                                                 | Bark (1971) Long John Silver (1972) Thirty Seconds Over Winterland (1973)                                                       |
| John Barbata 1976 (cropped).JPG                                        | John Barbata        | 1972                                   | bateria percussão                                              | Long John Silver (1972) Thirty Seconds Over Winterland (1973)                                                                   |
| David_Freiberg_1976.jpg                                                | David Freiberg      | 1972                                   | vocais guitarra base                                           | Thirty Seconds Over Winterland (1973)                                                                                           |
| Kenny Aronoff.jpg                                                      | Kenny Aronoff       | 1989 (sessão e turnê)                  | bateria percussão                                              | Jefferson Airplane (1989) |
|                                                                        | Peter Kaukonen      | 1989 (sessão e turnê)                  | guitarra base                                                  | Jefferson Airplane (1989) |
| Tim Gorman.png                                                         | Tim Gorman          | 1989 (turnê)                           | teclados                                                       | nenhum |
| Randy_Jackson_photo_by_Robert_Geiger.jpg                               | Randy Jackson       | 1989 (turnê)                           | guitarra base teclados                                         | nenhum |

## Linha do tempo

### Gravações
| Álbum                               | Vocal, guitarra | Vocais              | Guitarra solo  | Guitarra base | Baixo       | Teclados    | Bateria                          | Violino          |
| ----------------------------------- | --------------- | ------------------- | -------------- | ------------- | ----------- | ----------- | -------------------------------- | ---------------- |
| Jefferson Airplane Takes Off (1966) | Marty Balin     | Signe Toly Anderson | Jorma Kaukonen | Paul Kantner  | Jack Casady | nenhum      | Skip Spence Spencer Dryden       | nenhum           |
| Surrealistic Pillow (1967)          | Marty Balin     | Grace Slick         | Jorma Kaukonen | Paul Kantner  | Jack Casady | Grace Slick | Spencer Dryden                   | nenhum           |
| After Bathing at Baxter's (1967)    | Marty Balin     | Grace Slick         | Jorma Kaukonen | Paul Kantner  | Jack Casady | Grace Slick | Spencer Dryden                   | nenhum           |
| Crown of Creation (1968)            | Marty Balin     | Grace Slick         | Jorma Kaukonen | Paul Kantner  | Jack Casady | Grace Slick | Spencer Dryden                   | nenhum           |
| Volunteers (1969)                   | Marty Balin     | Grace Slick         | Jorma Kaukonen | Paul Kantner  | Jack Casady | Grace Slick | Spencer Dryden                   | nenhum           |
| Bark (1971)                         | nenhum          | Grace Slick         | Jorma Kaukonen | Paul Kantner  | Jack Casady | Grace Slick | Joey Covington                   | Papa John Creach |
| Long John Silver (1972)             | nenhum          | Grace Slick         | Jorma Kaukonen | Paul Kantner  | Jack Casady | Grace Slick | Joey Covington John Barbata      | Papa John Creach |
| Jefferson Airplane (1989)           | Marty Balin     | Grace Slick         | Jorma Kaukonen | Paul Kantner  | Jack Casady | Grace Slick | Kenny Aronoff (membro da sessão) | nenhum           |

## Lineups
| Período                             | Membros | Lançamentos |
| ----------------------------------- | --- | --- |
| Verão de 1965                       | - Signe Toly Anderson – vocais, percussão - Marty Balin – vocais, guitarra base - Jorma Kaukonen – guitarra solo, vocal - Paul Kantner – guitarra base, vocais - Bob Harvey – contrabaixo - Jerry Peloquin – bateria | nenhum – apenas apresentações ao vivo |
| Agosto – Outubro de 1965            | - Signe Toly Anderson – vocais, percussão - Marty Balin – vocais, guitarra base - Jorma Kaukonen – guitarra solo, vocal - Paul Kantner – guitarra base, vocais - Bob Harvey – contrabaixo - Skip Spence – bateria | nenhum – apenas apresentações ao vivo |
| Outubro de 1965 – maio de 1966      | - Signe Toly Anderson – vocais, percussão - Marty Balin – vocais, guitarra base - Jorma Kaukonen – guitarra solo, vocal - Paul Kantner – guitarra base, vocais - Jack Casady – baixo - Skip Spence – bateria | - Jefferson Airplane Takes Off (1966) |
| Maio – Outubro de 1966              | - Signe Toly Anderson – vocais, percussão - Marty Balin – vocais, guitarra base - Jorma Kaukonen – guitarra solo, vocal - Paul Kantner – guitarra base, vocais - Jack Casady – baixo - Spencer Dryden – bateria, percussão | - Jefferson Airplane Takes Off (1966) – duas faixa |
| Outubro de 1966 – fevereiro de 1970 | - Grace Slick – vocais, teclados - Marty Balin – vocais, guitarra base - Jorma Kaukonen – guitarra solo, vocal - Paul Kantner – guitarra base, vocais - Jack Casady – baixo - Spencer Dryden – bateria, percussão | - Surrealistic Pillow (1967) - After Bathing at Baxter's (1967) - Crown of Creation (1968) - Bless Its Pointed Little Head (1969) - Volunteers (1969) |
| Fevereiro – Outubro de 1970         | - Grace Slick – vocais, teclados - Marty Balin – vocais, guitarra base - Jorma Kaukonen – guitarra solo, vocal - Paul Kantner – guitarra base, vocais - Jack Casady – baixo - Joey Covington – bateria, percussão | nenhum – apenas apresentações ao vivo |
| Outubro de 1970 – abril de 1971     | - Grace Slick – vocais, teclados - Marty Balin – vocais, guitarra base - Jorma Kaukonen – guitarra solo, vocal - Paul Kantner – guitarra base, vocais - Jack Casady – baixo - Joey Covington – bateria, percussão - Papa John Creach – violino, vocais                                                                                     | nenhum – apenas apresentações ao vivo |
| Abril de 1971 – março de 1972       | - Grace Slick – vocais, teclados - Jorma Kaukonen – guitarra solo, vocal - Paul Kantner – guitarra base, vocais - Jack Casady – baixo - Joey Covington – bateria, percussão - Papa John Creach – violino, vocais | - Bark (1971) - Long John Silver (1972) – duas faixas                                                                                                 |
| Março – julho de 1972               | - Grace Slick – vocais, teclados - Jorma Kaukonen – guitarra solo, vocal - Paul Kantner – guitarra base, vocais - Jack Casady – baixo - John Barbata – bateria, percussão - Papa John Creach – violino, voz | - Long John Silver (1972) |
| Julho – Setembro de 1972            | - Grace Slick – vocais, teclados - David Freiberg – vocais, guitarra rítmica - Jorma Kaukonen – guitarra solo, vocal - Paul Kantner – guitarra base, vocais - Jack Casady – baixo - John Barbata – bateria, percussão - Papa John Creach – violino, voz                                                                                    | - Thirty Seconds Over Winterland (1973) |
| Banda inativa 1972–1989             | | |
| 1989                                | - Grace Slick – vocais, teclados - Marty Balin – vocais, guitarra base - Jorma Kaukonen – guitarra solo, vocal - Paul Kantner – guitarra base, vocais - Jack Casady – baixo - Peter Kaukonen – guitarra base (sessão) - Kenny Aronoff – bateria (sessão)                                                                                   | - Jefferson Airplane (1989) |
| 1989                                | - Grace Slick – vocais, teclados - Marty Balin – vocais, guitarra base - Jorma Kaukonen – guitarra solo, vocal - Paul Kantner – guitarra base, vocais - Jack Casady – baixo - Peter Kaukonen – guitarra rítmica (turnê) - Kenny Aronoff – bateria (turnê) - Randy Jackson – guitarra base, teclado (turnê) - Tim Gorman - teclados (turnê) | nenhum – apenas turnê Jefferson Airplane |
| Banda inativa 1989–1996             | | |
| 17 de janeiro de 1996               | - Marty Balin – vocais - Jorma Kaukonen – guitarra solo, vocal - Paul Kantner – guitarra base, vocais - Jack Casady – baixo - Spencer Dryden – bateria | nenhum – apenas apresentação no Rock and Roll Hall of Fame                                                                                            |